# Christopher Moori
Christopher Moori es un deportista keniano que compitió en atletismo adaptado. Ganó una medalla de oro en los Juegos Paralímpicos de Atlanta 1996 en la prueba de lanzamiento de jabalina (clase F41).

## Palmarés internacional
| Juegos Paralímpicos | Juegos Paralímpicos      | Juegos Paralímpicos | Juegos Paralímpicos |
| Año                 | Lugar                    | Medalla             | Prueba              |
| ------------------- | ------------------------ | ------------------- | ------------------- |
| 1996                | Atlanta (Estados Unidos) | Medalla de oro      | Jabalina F41        |